# Боб Лутц
Робърт Лутц (на английски: Robert Lutz) е американски тенисист.

## Биография
Робърт Лутц е роден на 29 август 1947 г. в Сан Клементе, Калифорния.
Той живее в Сан Клементе, Калифорния от 1973 г. със съпругата си Шарън и техните дъщери Саманта и Алисън.

## Кариера
Боб Лутц е класиран от Бъд Колинс, като номер 7 в света на сингъл през 1972 г. От 1967 до 1977 г. той е класиран сред топ 10 на американските тенисисти осем пъти, като най-високото му класиране е номер 5 през 1968 и 1970 г.
Той и Стан Смит са една от най-добрите двойки мъже на всички времена.
Боб Лутц е въведен в Студентската тенис зала на славата през 1984 г.